# بلفاست
بلفاست (بالإنجليزية: Belfast)‏ (من الأيرلندي: Béal Feirste تعني "مصب مخاضة الضفة الرملية") هي عاصمة أيرلندا الشمالية. وهي أكبر مدينة في شمال أيرلندا ومقاطعة ألستر ، وثاني أكبر مدينة في جزيرة أيرلندا (بعد دبلن ). في تعداد عام 2001 للسكان داخل حدود المدينة (بلفاست الحضرية (276,459 [3] بينما 579,554 شخص يعيشون في أوسع منطقة العاصمة بلفاست. هذه الأمور الخامس عشر - أكبر مدينة في المملكة المتحدة، ولكن الحادي عشر بين أكبر المجتمعات المدنية.
بلفاست تقع على والساحل الشرقي لإيرلندا الشمالية . المدينة محاطة إلى الشمال الغربي من خلال سلسلة من التلال، وهو يعتقد أنه الإلهام للكاتب جوناثان سويفت (1667-1745 م)، لرواية، رحلات جاليفر وهو يتصور أنه يشبه شكل عملاق من النوم حماية المدينة.
في غرب بلفاست مصب نهر يجعلها موقعا مثاليا لصناعة بناء السفن التي كانت تجعل الشهيرة. عندما شِيّدت تيتانيك في بلفاست في 1912 ، هارلند وولف كان أكبر حوض لبناء السفن في العالم. وهو في مقاطعة antrim ، مدينة بلفاست أنشئت عندما منحت الملكة فيكتوريا بلفاست مركز مدينة في عام 1888.
بلفاست شهدت أسوأ الاضطرابات في أيرلندا الشمالية. لكن منذ اتفاق الجمعة العظيمة في عام 1998 ، حدث رئيسي في إعادة تطوير المدينة بما في ساحة فيكتوريا ملكة الجزيرة ولاغانسيدي كذلك الرحلة الطويلة والمعقدة المعلم الواجهة المائية القاعة. فالمدينة التي تخدمها المطارين : جورج بست بجوار مطار مدينة بلفاست بلفاست بلفاست لووغه والمطار الدولي ويقع بالقرب لووغه نياغ. جامعة الملكة في بلفاست هي الجامعة الرئيسية في المدينة.. جامعة أولستر كما تحتفظ الحرم في المدينة، الذي يركز على الفنون الجميلة والتصميم.

## توأمة
لبلفاست اتفاقيات توأمة مع كل من:
- بون
- خفي

## أعلام
- لورد كلفن
- جاك بيدين
- ميريد كوريغان
- توماس أندروز
- جون ستيوارت بل
- جورج بست
- أليكس هيجينز
- بيلي جايلز
- رالف برينس
- إيرنست والتون
- ماري ماك أليس
- إليشا سكوت
- سي. إس. لويس